# Кедах
Кедах е щат на Малайзия. Населението му е 2 131 400 души (2020), а има площ от 9447 кв. км. Административен център е град Алор Сетар. Телефонният му код е 04. Малайците са 75,5% от населението следвани от китайците с 14,2% и индийците с 6,9%. Щатът е разделен на 12 административни района.